# Tantilla planiceps
Espèce
Synonymes
- Coluber planiceps Blainville, 1835
- Tantilla eiseni Stejneger, 1895
- Tantilla eiseni transmontana Klauber, 1943

Statut de conservation UICN

 LC  : Préoccupation mineure
Tantilla planiceps  est une espèce de serpents de la famille des Colubridae.

## Répartition
Cette espèce se rencontre :
- au Mexique dans la péninsule de Basse-Californie ;
- aux États-Unis en Californie.

## Description
C'est un serpent ovipare.

## Publication originale
- Blainville, 1835 : Description de quelques espèces de reptiles de la Californie précédée de l’analyse d’un système général d’herpétologie et d’amphibologie. Nouvelles Annales du Museum d'Histoire Naturelle de Paris, vol. 4, p. 232-296 (texte intégral).